# Avipoxvirus canarypox
Canarypox virus
forme
Avipoxvirus canarypox, aussi appelé Canarypox virus ou virus de la variole du canari, est un virus de la famille des poxviridae provoquant la variole du canari, maladie des oiseaux domestiques ou sauvages responsable de nombreuses pertes dans les élevages avicoles.
Ce virus peut pénétrer dans les cellules des mammifères mais il ne peut pas s'y multiplier ni y survivre aussi est-il utilisé comme vecteur pour y faire pénétrer des gènes utiles. C'est ainsi que l'on ajoute aux gènes du virus des gènes ou des fragments de gènes immunisants du VIH.
Si les gènes permettent de fabriquer dans certaines cellules humaines, des protéines (gp160, gp 120…) qui provoquent une activation des lymphocytes, on pourra peut-être ainsi obtenir un vaccin contre le SIDA.
Le virus est déjà utilisé pour des vaccins vétérinaires comme le vaccin contre la grippe équine, contre la maladie de Carré.

## Référence biologique
- (en) ICTV : Canarypox virus  (consulté le 28 février 2021)